# 닝푸쿠이
닝푸쿠이(寧賦魁, 1955년 ~ )는 중화인민공화국의 외교관이다.

## 약력
1955년에 허베이성 싱타이시에서 태어났다. 톈진외국어학교 졸업  김일성종합대학에서 학사로 졸업하였으며, 졸업 이후 중국 외교부에 입부하였다.

## 경력
- 1995~2000년: 중국 외교부 아시아사 부사
- 2000년~2003년: 주캄보디아 중국 대사
- 2003년 10월~2005년: 중국 외교부 북핵 전담 대사
- 2005년 9월~ 2008년 10월: 주한 중국 대사
- 중국 외교부 국경해양사무사 사장[1]
- 2011~2013년: 원난성 사무차장
- 2013년~: 주태국 중국 대사